# Pogrom
Pogrom (iz rus. погром, razaranje, pustošenje) odnosi se na nasilne, ponekad organizirane skupne prepade prema pripadnicima vjerskih, nacionalnih, etničkih ili manjinskih skupina. Često su povezani i s pljačkanjem i zlostavljanjima, kao i ubojstvima ili genocidom.
U širem smislu označava nasilna djela protiv bilo kojeg dijela stanovništva. Izraz je izvorno označavao protužidovske aktivnosti ruskog cara.

## Neki od najpoznatijih pogroma u povijesti
- Azijska večernja 86. pne.
- Sicilijanska večernja 1282.
- Bartolomejska noć 1572.
- Armenski genocid 1915.
- Kristalna noć 1938.
- Genocid u Ruandi 1994.
- Genocid u Srebrenici 1995.